# Крок (Житомир)
Футбольний клуб «Крок» — український футбольний клуб з міста Житомира.

## Досягнення
- Чемпіон Житомирської області (1994)
- Володар кубка Житомирської області (1993, 1994)

## Всі сезони в незалежній Україні
| Сезон   | Чемпіонат | Чемпіонат | Чемпіонат | Чемпіонат | Чемпіонат | Чемпіонат | Чемпіонат | Чемпіонат | Кубок       | Кубок | Кубок | Кубок | Кубок | Кубок | Кубок | Примітка |
| Сезон   | Ліга      | Місце     | І         | В         | Н         | П         | М         | О         | Етап        | І     | В     | Н     | П     | М     | О     | Примітка |
| ------- | --------- | --------- | --------- | --------- | --------- | --------- | --------- | --------- | ----------- | ----- | ----- | ----- | ----- | ----- | ----- | -------- |
| 1993/94 | —         | —         | —         | —         | —         | —         | —         | —         | 1/32 фіналу | 2     | 0     | 1     | 1     | 1−4   | 1     |          |
| 1994/95 | —         | —         | —         | —         | —         | —         | —         | —         | 1/64 фіналу | 2     | 1     | 0     | 1     | 6−4   | 2     |          |
| Всього  | —         | —         | —         | —         | —         | —         | —         | —         | >2 сезони   | 4     | 1     | 1     | 2     | 7−8   | 3     |          |